# إريك أوايوك
اريك اوايوك (بالفرنسية: Eric Ayuk)‏ (17 فبراير 1997 بياوندي في الكاميرون - ) هو لاعب كرة قدم كاميروني في مركز الوسط. لعب مع فيلادلفيا يونيون وبثلهام ستييل وSurin City F.C. ‏ وPhichit F.C. ‏ ونادي بان.

## وصلات خارجية
- اريك اوايوك على موقع اتحاد تركيا (لاعب) (الإنجليزية)
- اريك اوايوك على موقع الدوري الأمريكي (الإنجليزية)
- اريك اوايوك على موقع قاعدة بيانات كرة القدم.إي يو (الإنجليزية)
- اريك اوايوك على موقع Soccerway.com (الإنجليزية)
- اريك اوايوك على موقع AS.com (الإسبانية)